# Éric Serra
Éric Serra (París, 9 de septiembre de 1959) es un compositor francés de música de cine conocido por ser el compositor habitual en las películas del director Luc Besson.

## Biografía
Eric Serra nació el 9 de septiembre de 1959. Su padre, Claude, era un famoso escritor de canciones francesas en los años 1950 y años 1960 y como tal expuso a Eric al mundo de la música a temprana edad. Su madre murió cuando solo tenía siete años de edad. Al inicio de los años 1980 conoció al director Luc Besson el cual le pidió que compusiera la música de su primera película L'Avant dernier. Desde entonces Serra ha musicalizado cada una de las películas de Besson incluyendo aquellas en las que había escrito el guion, como Wasabi.
En 1995, fue elegido como el compositor de la película GoldenEye, la primera cinta de Pierce Brosnan como James Bond. Su partitura fue fuertemente criticada por la utilización de música y sonidos electrónicos ajenos al lenguaje musical de las películas del agente 007.

## Otros proyectos
De 1980 a 1988, tocó la guitarra para el cantante francés Jacques Higelin. También es un talentoso escritor de canciones, habiendo escrito canciones para las cintas Le Grand Bleu y Léon.

## Composiciones musicales
- Anna (2019)
- Lucy (2014)
- The Lady (2011)
- Arthur 3: The War of the Two Worlds (2010)
- Les Aventures extraordinaires d'Adèle Blanc-Sec (2010)
- CRISS ANGEL BELIEVE by Cirque du Soleil (2009)
- Arthur and the Revenge of Maltazard (2009)
- Arthur y los Minimoys (2006)
- Bandidas (2006)
- Bulletproof Monk (2003)
- Rollerball (2002)
- Decalage horaire (2002)
- Wasabi (2001)
- L'Art (délicat) de la séduction (2001)
- The Messenger: The Story of Joan of Arc (1999)
- El quinto elemento (1997)
- GoldenEye (1995)
- Léon (1994)
- Atlantis (Documental) (1991)
- Nikita (1990)
- Le Grand Bleu (1988, versión europea, Virgin 7877902)
- Kamikaze (1986)
- Subway (1985)
- La nuit du flingueur (1984)
- Le dernier combat (1983)
- L'avant dernier (1981)